# Bexley, New South Wales
Bexley este o suburbie în Sydney, Australia.